# Mieczysław Ceglarek
Mieczysław Ceglarek (ur. 1 listopada 1890 w Poznaniu, zm. 7 marca 1970 w Świętochłowicach) – dowódca powstańczy.

## Życiorys
Syn Jana. Po wybuchu I wojny światowej został powołany do niemieckiej armii, gdzie służył w 2 gliwickim pułku kawalerii do końca wojny. W 1918 osiedlił się w Bobrku, gdzie otworzył drogerię. Był aktywnym działaczem Towarzystwa Gimnastycznego „Sokół”, Zjednoczenia Zawodowego Polskiego i Polskiej Organizacji Wojskowej.
Podczas I powstania śląskiego dowodził grupą ok. 40 osób. W czasie III powstania śląskiego był dowódcą kompanii w Grupie „Wschód”, brał udział w walkach pod Kędzierzynem, Gogolinem i Górą Świętej Anny. Po plebiscycie, kiedy to Bobrek został przydzielony Niemcom, przeniósł się do Świętochłowic. Pracował w swoim zawodzie (w 1921 czołowy przedstawiciel IV Obwodu Śląskiego Drogerzystów RP). W 1929 był prezesem miejscowego Związku Hallerczyków. W latach 30. był zatrudniony także w Fabryce chemicznej dawniej F. Reichelt i K. K. O-Świętochłowice. 
Podczas II wojny światowej ukrywał się przed Gestapo, jednak 16 kwietnia 1941 został aresztowany i wysłany na prace przymusowe do Rzeszy, z których uciekł w 1944.
Był mężem Jadwigi z Weberów (zm. 1920), członkini Towarzystwa Polek. 
Zmarł 7 marca 1970 w Świętochłowicach. Pochowany na cmentarzu parafii św. Józefa w Świętochłowicach-Zgodzie (sektor G-18-13). 

## Ordery i odznaczenia
- Krzyż Niepodległości (15 kwietnia 1932)[9]
- Krzyż Kawalerski Orderu Odrodzenia Polski (24 kwietnia 1946)[10]
- Złoty Krzyż Zasługi (7 listopada 1929)[11]
- Krzyż na Śląskiej Wstędze Waleczności i Zasługi
- Gwiazda Górnośląska